# FA女子選手権
女子選手権（じょしせんしゅけん, 英語: Women's Championship）は、イングランドにおける女子サッカー界で第2位のリーグである。WSL 2（英語: FA Women's Super League 2）として2014年に設立された。 
第2位リーグとしての前身はFA女子プレミアリーグ（WPL）ナショナルディヴィジョンであり、2012-13シーズンをもって満了。その最終年に優勝したサンダーランドAFCウィメンだが、新規リーグに他のチームと同じ条件で参戦、WSL 2創設の2014年シーズン初代勝者にもなった。 
サンダーランドのほか、WPL2012-13シーズンに出たワトフォードLFCとアストン・ヴィラLFCも新リーグに参加した。 
当初、WSL 2は2014年から2016年にかけてシーズン日程を夏季中心に運営したものの、2017-18年からWSL 1時代と同じ冬季中心に戻した。 
2018-19シーズンに先立って、FA WSL 2は「FA女子選手権」に名称変更している。
フットボール・アソシエーションは2022-23シーズンに先立ち、新しいビジュアル・アイデンティティを発表し、将来的にリーグが新しい所有者になるための長期戦略の一環として、チャンピオンシップ名から「The FA」を削除した。

## 沿革

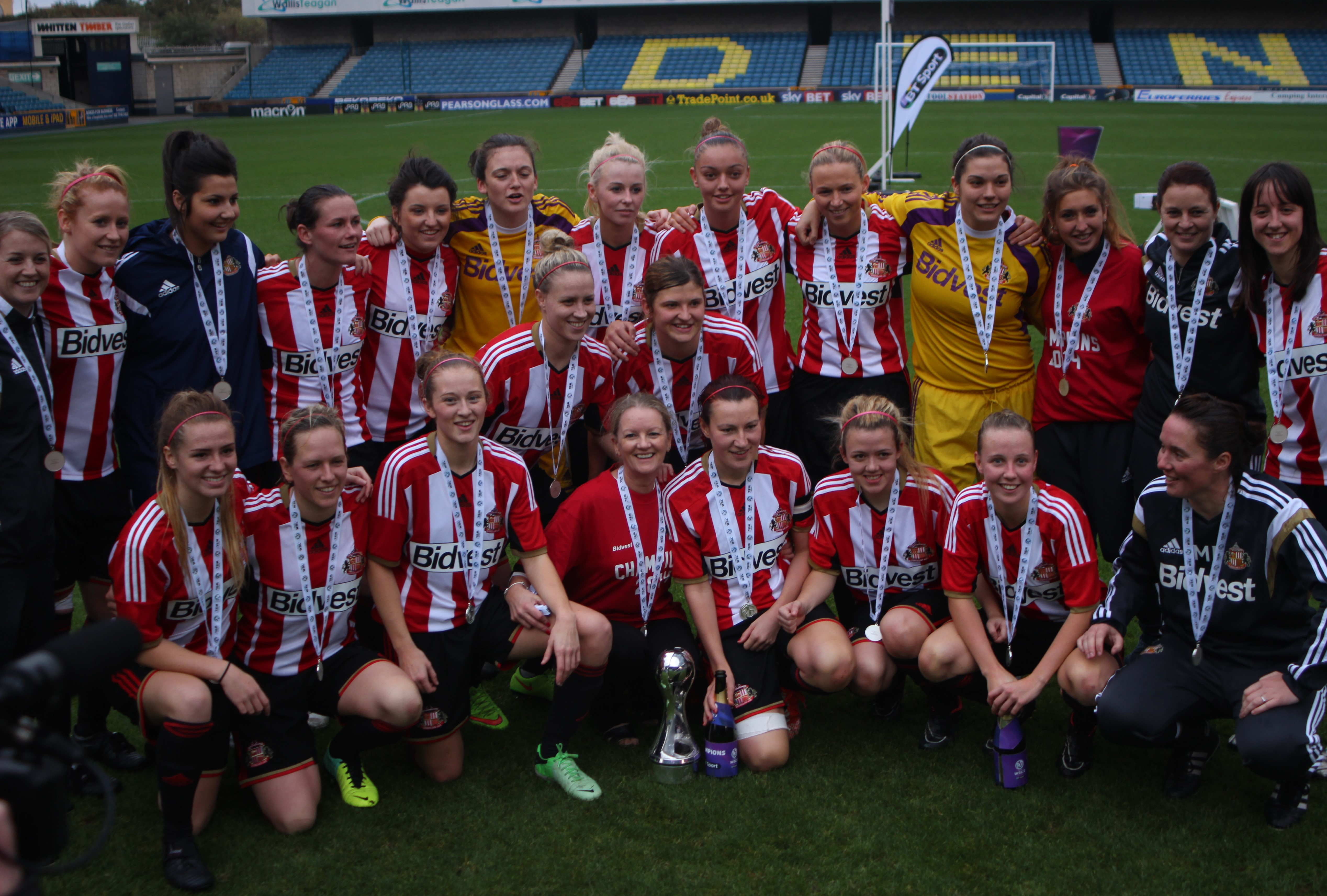
サンダーランドAFCレディース（FA WSL 2を2014年に優勝した）

2014年シーズンはFA女子スーパーリーグを拡張して2ディビジョンを創設、新しく9チームを加えWSL 1から1チーム移動する。WSL 1は8チーム体勢のまま新チームを1つ入れ、WSL 2は10チームとなった。 
新チームとして2014年にWSL 1ライセンスを取得したのはマンチェスター・シティである。ドンカスター・ローヴァーズ・ベルズLFCはWSL 2に降格、ライセンスを新規に取得したチームはロンドン・ビーズ（英語）、ダラム（英語）、アストン・ヴィラ、ミルウォール・ライオネス、ヨービル・タウン（英語）、レディング（英語）、サンダーランド、ワトフォード、オックスフォード・ユナイテッド（英語）の9チームである。なおドンカスター・ベルズは降格に反対してアピールしたが決定を逆転できなかった。 
WSL 1を8チーム制から10チーム制へ移行するFA WFLの計画は2014年12月に発表されると、準備期間のうちに、WSL 2から昇格の2チーム、WSL 2への降格は1チームとされた。またFAウィメンズプレミアリーグから1チーム限定で初めてWSL 2昇格を承認し、WSLをイングランドの国内女子サッカー界のピラミッド構造にたくみに接続した。 
準備期間の初年の2016年シーズンはWSL 1が9チーム制、WSL 2が10チーム制で実施、その翌年2017-18シーズンも同じ手順をとることでWSL 1とWSL 2はそれぞれ10チーム制にまとまった。これによって財政的な自活を証明できる上、WSL加盟の申請条件として年間観客動員数を平均350人（2016年）から2017年には400人超に増やすよう求められている。 
FA WSL 2は、2018-19シーズンに先立ち、「女子選手権」に名称変更している。 
2024-25シーズンは、レディングが財政問題でリーグから撤退したため、11チームで行われた。

## 所属クラブ
2024–25シーズンにはレディングが財政問題でリーグから撤退したため、以下の11クラブが参戦している。 
| \| チーム名 \| ホームタウン \| 本拠地 \| 収容人数 \| 2023–24 シーズン \| \| -------------------------------------- \| ------------------------------ \| ------------------------------------------ \| -------- \| ---------------- \| \| バーミンガム・シティ \| バーミンガム \| セント・アンドルーズ・スタジアム \| 29,902 \| 5位 \| \| ブラックバーン・ローヴァーズ \| ブラックバーン \| イーウッド・パーク \| 31,367 \| 6位 \| \| ブリストル・シティ \| ブリストル \| アシュトン・ゲート・スタジアム \| 27,000 \| WSL、12位 \| \| チャールトン・アスレティック \| ロンドン（チャールトン） \| ザ・バレー（英語版） \| 27,111 \| 2位 \| \| ダラム（英語版） \| ダラム \| メイデン・キャッスル（英語版） \| 1,800 \| 9位 \| \| ロンドン・シティ・ライオネス \| ロンドン（ヘイズ（英語版） \| ヘイズ・レーン（英語版） \| 5,000 \| 8位 \| \| ニューカッスル・ユナイテッド \| ニューカッスル・アポン・タイン \| キングストン・パーク・スタジアム（英語版） \| 10,200 \| WNLノース、1位 \| \| ポーツマス \| ハヴァント \| ウェストリー・パーク \| 5,300 \| WNLサウス、1位 \| \| シェフィールド・ユナイテッド（英語版） \| シェフィールド \| ブラモール・レーン \| 32,050 \| 7位 \| \| サウサンプトン（英語版） \| サウサンプトン \| セント・メリーズ・スタジアム \| 32,384 \| 4位 \| \| サンダーランド \| ヘットン＝ル＝ホール（英語版） \| エプルトンCW（英語版） \| 2,500 \| 3位 \| | バーミンガム・シティブラックバーン・ローヴァーズブリストル・シティチャールトン・アスレティックダラムロンドン・シティニューカッスル・ユナイテッドポーツマスシェフィールド・ユナイテッドサウサンプトンサンダーランド 2024–25シーズンのクラブ所在地 |                                  |          |                  |
| チーム名 | ホームタウン | 本拠地                           | 収容人数 | 2023–24 シーズン |
| バーミンガム・シティ | バーミンガム | セント・アンドルーズ・スタジアム | 29,902   | 5位              |
| ブラックバーン・ローヴァーズ | ブラックバーン | イーウッド・パーク               | 31,367   | 6位              |
| ブリストル・シティ | ブリストル | アシュトン・ゲート・スタジアム   | 27,000   | WSL、12位        |
| チャールトン・アスレティック | ロンドン（チャールトン） | ザ・バレー                       | 27,111   | 2位              |
| ダラム | ダラム | メイデン・キャッスル             | 1,800    | 9位              |
| ロンドン・シティ・ライオネス | ロンドン（ヘイズ） | ヘイズ・レーン                   | 5,000    | 8位              |
| ニューカッスル・ユナイテッド | ニューカッスル・アポン・タイン | キングストン・パーク・スタジアム | 10,200   | WNLノース、1位   |
| ポーツマス | ハヴァント | ウェストリー・パーク             | 5,300    | WNLサウス、1位   |
| シェフィールド・ユナイテッド | シェフィールド | ブラモール・レーン               | 32,050   | 7位              |
| サウサンプトン | サウサンプトン | セント・メリーズ・スタジアム     | 32,384   | 4位              |
| サンダーランド | ヘットン＝ル＝ホール | エプルトンCW                     | 2,500    | 3位              |

## 歴代優勝チーム
特記しない限り、1位のチームはWSLに昇格。
| 年      | 優勝                                 | 準優勝                               | 3位                          | 得点王                                                                                        | ゴール |
| ------- | ------------------------------------ | ------------------------------------ | ---------------------------- | --------------------------------------------------------------------------------------------- | ------ |
| 2014    | サンダーランド                       | ドンカスター・ローヴァーズ・ベルズ   | レディング                   | フラン・カービィ（レディング）                                                                | 24     |
| 2015    | レディング                           | ドンカスター・ローヴァーズ・ベルズ p | エヴァートン                 | コートニー・スウィートマン＝カーク（ドンカスター・ローヴァーズ・ベルズ）                      | 20     |
| 2016    | ヨービル・タウン                     | ブリストル・シティ p                 | エヴァートン                 | イニ＝アバシ・ウモトン（オックスフォード・ユナイテッド） ジョー・ウィルソン（ロンドン・ビー） | 13     |
| 2017    | エヴァートン                         | ドンカスター・ローヴァーズ・ベルズ   | ミルウォール・ライオネセス   | コートニー・スウィートマン＝カーク（ドンカスター・ローヴァーズ・ベルズ）                      | 9      |
| 2017–18 | ドンカスター・ローヴァーズ・ベルズ r | ブライトン＆ホーヴ・アルビオン p     | ミルウォール・ライオネセス   | ジェシカ・シグスワース（ドンカスター・ローヴァーズ・ベルズ）                                  | 15     |
| 2018–19 | マンチェスター・ユナイテッド         | トッテナム・ホットスパー p           | チャールトン・アスレチック   | ジェシカ・シグスワース （マンチェスター・ユナイテッド）                                       | 17     |
| 2019–20 | アストン・ヴィラ                     | シェフィールド・ユナイテッド         | ダラム                       | ケイティ・ウィルキンソン（シェフィールド・ユナイテッド）                                      | 15     |
| 2020–21 | レスター・シティ                     | ダラム                               | リヴァプール                 | ケイティ・ウィルキンソン（シェフィールド・ユナイテッド）                                      | 19     |
| 2021-22 | リヴァプール                         | ロンドン・シティ・ライオネス         | ブリストル・シティ           | アビ・ハリソン（ブリストル・シティ）                                                          | 17     |
| 2022-23 | ブリストル・シティ                   | バーミンガム・シティ                 | ロンドン・シティ・ライオネス | メリッサ・ジョンソン（チャールトン・アスレティック）                                          | 12     |
| 2023-24 | クリスタル・パレス                   | チャールトン・アスレチック           | サンダーランド               | エリス・ヒューズ（クリスタル・パレス）                                                        | 16     |
| 2024-25 | ロンドン・シティ・ライオネス         | バーミンガム・シティ                 | チャールトン・アスレチック   | イゾベル・グッドウィン（ロンドン・シティ・ライオネス）                                        | 16     |

注記
p.^ 2位のチームも昇格。
r.^ リーグから脱退、降格。

## 観客動員
WSL 2の2014年シーズンは1試合平均251人の観客を動員している。平均値は341人（2015年）に増え、13試合では観客を500人以上集めた。